# Reunited (canción)
«Reunited» es una canción del dúo vocal de R&B Peaches & Herb. Escrita por Dino Fekaris y Freddie Perren, se editó en marzo de 1979 como segundo sencillo de su álbum 2 Hot (1978).
La canción fue un gran éxito, encabezando la lista Billboard Hot 100 y la Hot Soul Singles durante cuatro semanas en 1979. "Reunited" alcanzó el número uno en Bélgica, España y también en las listas RPM Top Singles y Adult Contermporary de Canadá. Llegó al puesto número 2 en Alemania, Nueva Zelanda y Países Bajos. En Irlanda alcanzó el puesto 3 y en Reino Unido el 4. 
Fue certicado disco de platino en Estados Unidos por la Recording Industry Association of America (RIAA) y en Canadá por Music Canada. En Reino Unido fue certificado disco de plata por la Industria Fonográfica Británica (BPI).

## Posicionamiento en listas
| Lista (1979)                                  | Máxima posición |
| --------------------------------------------- | --------------- |
| Alemania (Offizielle Deutsche Charts)         | 2               |
| Australia (Kent Music Report)                 | 8               |
| Bélgica (Flandes) (Ultratop 50)               | 1               |
| Canadá (RPM Top Singles)                      | 1               |
| Canadá (RPM Adult Contemporary)               | 1               |
| España (AFE)                                  | 1               |
| Estados Unidos (Billboard Hot 100)            | 1               |
| Estados Unidos (Billboard Adult Contemporary) | 4               |
| Estados Unidos (Billboard Hot Soul Singles)   | 1               |
| Estados Unidos (Cash Box Top 100)             | 1               |
| Irlanda (IRMA)                                | 3               |
| Nueva Zelanda (RIANZ)                         | 2               |
| Países Bajos (Mega Single Top 100)            | 2               |
| Reino Unido (UK Singles Chart)                | 4               |

## Otras versiones
- En 1979 una versión de Louise Mandrell y R. C. Bannon alcanzó el puesto 13 en la lista Hot Country Singles.[19]
- Fue versionada regularmente por Faith No More como la canción de introducción a los shows en vivo en su gira de reunión de 2009-2010.
- En 1989 fue cantada por David Hasselhoff en la caída del Muro de Berlín .
- En 2002 Lulu grabó una versión con Cliff Richard para su álbum Together. En 2006 también apareció en el álbum Two's Company: The Duets de Cliff.[20]

- El rapero surcoreano Cho PD la sampleó en "First Love" (첫사랑) del álbum Money Talks (2007).